# Dürrizade Abdullah Beyefendi
Dürrizade Seyyid Abd Allah Bey (Istanbul, 1867 - 1923) fou el darrer xaikh al-Islam de la família Dürrizade, famós per les fatwes en què condemnava al moviment nacionalista d'Ataturk. Era fill de Dürrizade Seyyid Ahmed Efendi (kadiasker de Rumèlia) i net de Dürrizade Seyyid Abd Allah Efendi.
Va ocupar diversos llocs religiosos i va arribar a kadiasker d'Anatòlia però fou revocat a la revolució de 1908. Llavors va seguir carrera civil agafant el títol de Bey en lloc d'Efendi com anteriorment. Després de la guerra fou xaikh al-Islam el 2 d'abril de 1920 poc després de l'ocupació d'Istanbul pels aliats (març). L'11 d'abril va emetre quatre fatwes contra els nacionalistes als que va designar com a rebels i traïdors que en virtut de la llei religiosa havien de morir. Fou també per algun temps ministre d'educació i gran visir interí durant l'absència de Damad Ferid Pasha per anar a la conferència de pau de París. Va sortir del gabinet el 20 de juliol de 1920.
El setembre de 1922 davant l'imminent triomf nacionalista, va sortir del país i se'n va anar a  Rodes i després a Itàlia. El 23 de març de 1923 va marxar a la Meca a fer el pelegrinatge i va morir en aquesta ciutat el 30 d'abril de 1923.